# Ugly Beauty
Ugly Beauty è il quattordicesimo album in studio della cantante taiwanese Jolin Tsai, pubblicato il 26 dicembre 2018 dalla Sony Music.

## Tracce
1. Necessary Evil (惡之必要) – 3:48 (Li Wei-ching, Razor Chiang, Starr Chen)
2. Womxnly (玫瑰少年) – 3:11 (Jolin Tsai, Ashin, Chen I-ju, Razor Chiang)
3. Ugly Beauty (怪美的) – 3:02 (Greeny Wu, Rhys Fletcher, Stan Dubb, Richard Craker, Jolin Tsai, Starr Chen)
4. Karma (你也有今天) – 3:06 (Lan Xiaoxie, Jolin Tsai, Hayley Michelle Aitken, Johan Isac Gustafsson)
5. Lady in Red (紅衣女孩) – 3:14 (Matthew Yen, Alex Ni, Lotus Wang, Karencici, Jeff Bova)
6. Sweet Guilty Pleasure (甜秘密) – 3:27 (Adia, Jolin Tsai, Olof Lindskog, Hayley Michelle Aitken, Johan Moraeus)
7. Romance (愛的羅曼死) – 4:41 (Wyman Wong, Victor Lau)
8. Vulnerability (如果我沒有傷口) – 5:01 (Liao Ting-i, Xiao Yu)
9. Hubby (腦公) – 2:52 (Color Lee, Rhys Fletcher, Stan Dubb, Richard Craker, Alex Sypes, Jolin Tsai)
10. Life Sucks (消極掰) – 3:02 (Tom Wang, Sam Fishman, Jazelle Rodriguez, Samual Petersen)
11. Shadow Self (你睡醒再看) – 3:41 (Huang Tzu-yuan, Mickey Lin, Jolin Tsai, Sam Ho)